# برنت بوکوالتر
برنت بوکوالتر (انگلیسی: Brent Bookwalter؛ زادهٔ ۱۶ فوریهٔ ۱۹۸۴) دوچرخه‌سوار اهل ایالات متحده آمریکا است.
از باشگاه‌هایی که در آن بازی کرده‌است می‌توان به تیم بی‌ام‌سی اشاره کرد.